# مارسیانو خوزه دو ناسیمنتو
مارسیانو خوزه دو ناسیمنتو (به پرتغالی: Marciano José do Nascimento) هافبک اهل برزیل است که در شهر Chapadinha و در تاریخ ۱۲ ژوئیهٔ ۱۹۸۰ به دنیا آمده‌است.
مارسیانو خوزه دو ناسیمنتو در تیم‌های فوتبال Moto Club سابقهٔ حضور دارد.